# Islam Karimov
Islam Abdughanijevitj Karimov (ryska: Исла́м Абдугани́евич Кари́мов, Islam Abduganijevitj Karimov; uzbekiska: Ислом Абдуғаниевич Каримов, Islom Abdugʻaniyevich Karimov), född 30 januari 1938 i Samarkand, Uzbekiska SSR, död 2 september 2016 i Tasjkent, var ordförande i Uzbekiska SSR:s ministerråd och sovjetrepublikens enda president 1990–1991, och var från 1991 till sin död 2016 Uzbekistans president.

## Uppväxt och politisk karriär
Islam Karimov föddes i Samarkand och växte upp i Sovjetunionen på ett hem för föräldralösa barn. Efter studier till ingenjör och ekonom i Tasjkent blev han medlem i Sovjetunionens kommunistiska parti och gjorde snabbt karriär i dess uzbekiska gren.
Han blev förstesekreterare för centralkommittén i det uzbekiska kommunistpartiet i juni år 1989 efter att föregångaren, Rafiq Nisjonov, hade misslyckats med att krossa den eskalerande etniska konflikten i Ferganadalen. Under Sovjetunionens upplösning valdes Karimov i samband med folkomröstningen om självständighet 29 december 1991 också till landets första president med över 87 procent av rösterna.

## Presidentskap
I början efter självständigheten mildrades det politiska klimatet något men kritik från en tidigare allierad, den siste vicepresidenten Shukrullo Mirsaidov, ledde till att Karimov återupptog auktoritära metoder för att regera landet. Man började snabbt dra åt snaran på de oppositionsgrupper som under en kort tid efter Sovjetunionens upplösning florerat; exempelvis det populära Birlikpartiet försvann snabbt efter att man gett dess ledare en dag på sig att samla ihop över 60 000 namnunderskrifter för att registreras; 25 000 underskrifter underkändes direkt av valmyndigheterna.
En av Karimovs viktigaste punkter på den politiska agendan blev kampen mot militanta islamister och byggandet av etnisk nationalism för att stärka sin politiska maktposition.

### Förlängda mandatperioder
Sedan självständigheten förlängde Islam Karimov vid flera tillfällen, i strid med författningen, sitt eget mandat som president. Detta började år 1995 då han genom en folkomröstning förlängde sitt ursprungliga femårsmandat 1991–1995 till år 2000. Då valdes han om i ett av bland annat oppositionella kritiserat presidentval med över 95 procent av rösterna. I en folkomröstning bara två år senare förlängdes även denna mandatperiod till år 2007. Valobservatörer i Uzbekistan har vid flera tillfällen anmält oegentligheter och det internationella samfundet har vid upprepade tillfällen framfört skarp kritik mot Karimovs bristande respekt för mänskliga rättigheter och pressfrihet. I presidentvalet år 2007, som OSSE bedömde vara "poänglöst att övervaka" på grund av bristen på genuina oppositionsalternativ, vann han med över 90 procent av rösterna trots att han redan hade suttit de maximalt två mandatperioder som landets författning tillät.

### Mänskliga rättigheter
Centralt för den auktoritära politiken i Uzbekistan under Islam Karimov blev på senare år kampen mot militanta islamister som bedömdes utgöra ett hot mot staten och den rådande ordningen. I början av 1990-talet hade han ofta spelat på religiösa sentiment för att samla stöd från den religiösa oppositionen. Hotet från militanta islamister, främst Uzbekistans islamiska rörelse, och ett mordförsök på Karimov år 1999 vände dock hans inställning till att förfölja och marginalisera allt religiöst inflytande i landet. Rädslan för religiös extremism och det stöd sådan kunde vinna hos befolkningen fick myndigheterna att gå allt hårdare fram mot landets muslimer varav tusentals har fängslats. Uzbekisk polis anklagas för att ha utövat hänsynslös tortyr mot alla sorters misstänkta politiska motståndare, som slentrianmässigt beskylls för att tillhöra radikala islamistiska organisationer. 2002 rapporterade Storbritanniens dåvarande ambassadör i Samarkand, Craig Murray, att den oppositionelle Mufazar Avazov, misstänkt för medlemskap i Hizb ut-Tahrir, kokats levande i fängelset.
USA:s krig mot terrorn år 2001 kom mycket lägligt för Karimov som blev en "strategisk allierad" till supermakten och lät Uzbekistan ställa upp med en flygbas åt amerikanarna för deras krig i Afghanistan. Khanabad flygbas nyttjades bland annat som bränsledepå för CIA:s hemliga fångtransporter. Brittiske ambassadören Craig Murray uttalade sig emot den officiella hållningen i USA och Storbritannien att ignorera människorättsbrott till förmån för stöd i kriget mot terrorn. Murray återkallades från sitt uppdrag av den brittiska regeringen under Tony Blair efter sin kritik som bland annat riktades mot att MI6 erhållit information från torterade uzbekiska fångar.
Karimovs regering fick utstå särskilt mycket internationell kritik efter massakern på demonstranter i Andizjan den 13 maj 2005. Även USA kom då öppet med kritik mot de uzbekiska myndigheterna vilket resulterade i att relationerna mellan länderna försämrades. Därefter försökte Karimov knyta starkare band med Ryssland och Kina.